# Кубок России по кёрлингу среди смешанных команд 2014
Кубок России по кёрлингу среди смешанных команд 2014 (Кубок России по кёрлингу в дисциплине микст 2014) проводился с 27 по 31 августа 2014 года в городе Сочи на арене «Ледяной куб». Турнир проводился в 7-й раз.
В турнире приняло участие 13 команд из Москвы (4 команды), Санкт-Петербурга (4 команд), Московской области (4 команды), Краснодарского края (1 команда), Иркутской области (2 команды), Самарской области (2 команды).
Обладателями Кубка стала команда «Сборная Санкт-Петербурга 3» (скип Виктория Моисеева), победившая в финале команду «Краснодарский край» (скип Ольга Жаркова). Третье место заняла команда «Сборная Москвы 1» (скип Александр Кириков), победившая в матче за бронзу команду «Сборная Санкт-Петербурга 4» (скип Дмитрий Старцев).

## Формат соревнований
Команды разбиваются на 2 группы (в группе А — 7 команд, в группе Б — 6 команд), где играют друг с другом по круговой системе в один круг. На групповом этапе командам начисляются очки: за победу — 3 очка, за поражение — 1 очко, за неявку на игру — 0 очков. При одинаковом количестве побед (набранных очков) команды ранжируются следующим образом: основным показателем для выхода команды из подгруппы является сумма набранных очков; в случае равенства очков у двух команд их ранжирование осуществляется по результату личной встречи между ними; в случае равенства очков у трех и более команд их ранжирование осуществляется по сумме очков, набранных в матчах между данными командами.
Затем 4 команды, занявшие в группах 1-е и 2-е места, выходят во второй этап, плей-офф, где играют по олимпийской системе. Сначала команды встречаются в полуфиналах; победители полуфиналов в финале разыгрывают 1-е и 2-е места, проигравшие в полуфиналах разыгрывают между собой 3-е и 4-е места.
Все матчи играются в 8 эндов, при ничьей после 8-го энда проводится необходимое для выявления победителя число экстра-эндов.
Время начала матчей указано по московскому времени (UTC+3).

## Составы команд
| Команда                        | Четвёртый (скип)  | Третий                  | Второй             | Первый             | Запасной                                |
| ------------------------------ | ----------------- | ----------------------- | ------------------ | ------------------ | --------------------------------------- |
| Виктория (Москва)              | Юрий Морозов      | Светлана Орлова         | Алексей Марченко   | Надежда Куликова   | Наталья Бурковская, Александр Куприянов |
| Краснодарский край             | Ольга Жаркова     | Дмитрий Миронов         | Юлия Гузиёва       | Александр Козырев  |                                         |
| Москвич                        | Евгения Дёмкина   | ?                       | ?                  | ?                  |                                         |
| Московская область 1 (Дмитров) | Михаил Васьков    | Анастасия Москалёва     | Александр Коршунов | Марина Веренич     |                                         |
| Московская область 2 (Дмитров) | Василий Тележкин  | Дарья Морозова          | Алексей Куликов    | Марина Вдовина     |                                         |
| Московская область 3 (Дмитров) | Александр Ерёмин  | Дарья Стёксова          | Алексей Тузов      | Ольга Котельникова |                                         |
| Московская область 4 (Дмитров) | Дмитрий Антипов   | Елена Солодкая          | Павел Мишин        | Анастасия Мищенко  |                                         |
| Сборная Москвы 1               | Александр Кириков | Виктория Макаршина      | Дмитрий Абанин     | Анна Лобова        | Вадим Школьников, Валерия Скляренко     |
| Сборная Москвы 2               | Артур Али         | ?                       | Тимур Гаджиханов   | ?                  |                                         |
| Сборная Санкт-Петербурга 1     | Алексей Целоусов  | Алина Ковалёва          | Алексей Тимофеев   | Анна Ефимова       |                                         |
| Сборная Санкт-Петербурга 2     | Пантелеймон Лаппо | Мария Рустамова         | Иван Александров   | Ксенья Леонтьева   |                                         |
| Сборная Санкт-Петербурга 3     | Виктория Моисеева | Александр Крушельницкий | Мария Дуюнова      | Илья Бадилин       |                                         |
| Сборная Санкт-Петербурга 4     | Дмитрий Старцев   | Оксана Гертова          | Влад Гончаренко    | Олеся Глущенко     |                                         |

## Групповой этап
Группа А
|    | Команда                                        | А1   | А2   | А3   | А4  | А5   | А6   | А7   | В | П | О  | Место |
| -- | ---------------------------------------------- | ---- | ---- | ---- | --- | ---- | ---- | ---- | - | - | -- | ----- |
| А1 | Сборная Санкт-Петербурга 3 (Виктория Моисеева) | *    | 1:10 | 10:5 | 7:5 | 6:2  | 8:1  | 3:7  | 4 | 2 | 14 | 2     |
| А2 | Московская область 3 (Александр Еремин)        | 10:1 | *    | 5:8  | 4:8 | 5:7  | 5:7  | 5:7  | 1 | 5 | 8  | 7     |
| А3 | Москвич (Евгения Дёмкина)                      | 5:10 | 8:5  | *    | 3:7 | 8:7  | 5:7  | 10:5 | 3 | 3 | 12 | 4     |
| А4 | Сборная Санкт-Петербурга 1 (Алексей Целоусов)  | 5:7  | 8:4  | 7:3  | *   | 7:2  | 7:1  | 3:6  | 4 | 2 | 14 | 3     |
| А5 | Сборная Москвы 2 (Артур Али)                   | 2:6  | 7:5  | 7:8  | 2:7 | *    | 12:1 | 4:8  | 2 | 4 | 10 | 5     |
| А6 | Московская область 1 (Михаил Васьков)          | 1:8  | 7:5  | 7:5  | 1:7 | 1:12 | *    | 4:6  | 2 | 4 | 10 | 6     |
| А7 | Краснодарский край (Ольга Жаркова)             | 7:3  | 7:5  | 5:10 | 6:3 | 8:4  | 6:4  | *    | 5 | 1 | 16 | 1     |

Группа Б
|    | Команда                                        | Б1   | Б2   | Б3   | Б4   | Б5  | Б6  | В | П | О  | Место |
| -- | ---------------------------------------------- | ---- | ---- | ---- | ---- | --- | --- | - | - | -- | ----- |
| Б1 | Московская область 4 (Дмитрий Антипов)         | *    | 5:6  | 6:7  | 10:4 | 7:8 | 6:8 | 1 | 4 | 7  | 5     |
| Б2 | Сборная Санкт-Петербурга 2 (Пантелеймон Лаппо) | 6:5  | *    | 2:4  | 11:1 | 6:5 | 4:7 | 3 | 2 | 11 | 3     |
| Б3 | Сборная Санкт-Петербурга 4 (Дмитрий Старцев)   | 7:6  | 4:2  | *    | 12:3 | 5:3 | 7:6 | 5 | 0 | 15 | 1     |
| Б4 | Виктория (Юрий Морозов)                        | 4:10 | 1:11 | 3:12 | *    | 6:8 | 3:9 | 0 | 5 | 5  | 6     |
| Б5 | Московская область 2 (Василий Тележкин)        | 8:7  | 5:6  | 3:5  | 8:6  | *   | 1:7 | 2 | 3 | 9  | 4     |
| Б6 | Сборная Москвы 1 (Александр Кириков)           | 8:6  | 7:4  | 6:7  | 9:3  | 7:1 | *   | 4 | 1 | 13 | 2     |

     Проходят в плей-офф

## Плей-офф
|  | Полуфиналы | Полуфиналы                            | Полуфиналы                            | Полуфиналы                            | Полуфиналы                            | Полуфиналы                            | Полуфиналы                            | Полуфиналы                            | Полуфиналы                            | Полуфиналы |                              |                              | Финал                                 | Финал                                 | Финал                                 | Финал                                 | Финал                                 | Финал                                 | Финал                                 | Финал                                 | Финал                                 | Финал |
|  |            |                                       |                                       |                                       |                                       |                                       |                                       |                                       |                                       |            |                              |                              |                                       |                                       |                                       |                                       |                                       |                                       |                                       |                                       |                                       |       |
|  | А-1        | Краснодарский край (Жаркова)          | Краснодарский край (Жаркова)          | Краснодарский край (Жаркова)          | Краснодарский край (Жаркова)          | Краснодарский край (Жаркова)          | Краснодарский край (Жаркова)          | Краснодарский край (Жаркова)          | Краснодарский край (Жаркова)          | ??         |                              |                              |                                       |                                       |                                       |                                       |                                       |                                       |                                       |                                       |                                       |       |
|  | А-1        | Краснодарский край (Жаркова)          | Краснодарский край (Жаркова)          | Краснодарский край (Жаркова)          | Краснодарский край (Жаркова)          | Краснодарский край (Жаркова)          | Краснодарский край (Жаркова)          | Краснодарский край (Жаркова)          | Краснодарский край (Жаркова)          | ??         |                              |                              |                                       |                                       |                                       |                                       |                                       |                                       |                                       |                                       |                                       |       |
|  | Б-2        | Сборная Москвы 1 (Кириков)            | Сборная Москвы 1 (Кириков)            | Сборная Москвы 1 (Кириков)            | Сборная Москвы 1 (Кириков)            | Сборная Москвы 1 (Кириков)            | Сборная Москвы 1 (Кириков)            | Сборная Москвы 1 (Кириков)            | Сборная Москвы 1 (Кириков)            | ??         |                              |                              |                                       |                                       |                                       |                                       |                                       |                                       |                                       |                                       |                                       |       |
|  |            |                                       |                                       |                                       |                                       |                                       |                                       |                                       |                                       |            | Краснодарский край (Жаркова) | Краснодарский край (Жаркова) | Краснодарский край (Жаркова)          | Краснодарский край (Жаркова)          | Краснодарский край (Жаркова)          | Краснодарский край (Жаркова)          | Краснодарский край (Жаркова)          | Краснодарский край (Жаркова)          | Краснодарский край (Жаркова)          | ??                                    |                                       |       |
|  |            |                                       |                                       |                                       |                                       |                                       |                                       |                                       |                                       |            | Краснодарский край (Жаркова) | Краснодарский край (Жаркова) | Краснодарский край (Жаркова)          | Краснодарский край (Жаркова)          | Краснодарский край (Жаркова)          | Краснодарский край (Жаркова)          | Краснодарский край (Жаркова)          | Краснодарский край (Жаркова)          | Краснодарский край (Жаркова)          | ??                                    |                                       |       |
|  |            |                                       |                                       |                                       |                                       |                                       |                                       |                                       |                                       |            |                              |                              | Сборная Санкт-Петербурга 3 (Моисеева) | Сборная Санкт-Петербурга 3 (Моисеева) | Сборная Санкт-Петербурга 3 (Моисеева) | Сборная Санкт-Петербурга 3 (Моисеева) | Сборная Санкт-Петербурга 3 (Моисеева) | Сборная Санкт-Петербурга 3 (Моисеева) | Сборная Санкт-Петербурга 3 (Моисеева) | Сборная Санкт-Петербурга 3 (Моисеева) | Сборная Санкт-Петербурга 3 (Моисеева) | ??    |
|  | Б-1        | Сборная Санкт-Петербурга 4 (Старцев)  | Сборная Санкт-Петербурга 4 (Старцев)  | Сборная Санкт-Петербурга 4 (Старцев)  | Сборная Санкт-Петербурга 4 (Старцев)  | Сборная Санкт-Петербурга 4 (Старцев)  | Сборная Санкт-Петербурга 4 (Старцев)  | Сборная Санкт-Петербурга 4 (Старцев)  | Сборная Санкт-Петербурга 4 (Старцев)  | ??         |                              |                              | Сборная Санкт-Петербурга 3 (Моисеева) | Сборная Санкт-Петербурга 3 (Моисеева) | Сборная Санкт-Петербурга 3 (Моисеева) | Сборная Санкт-Петербурга 3 (Моисеева) | Сборная Санкт-Петербурга 3 (Моисеева) | Сборная Санкт-Петербурга 3 (Моисеева) | Сборная Санкт-Петербурга 3 (Моисеева) | Сборная Санкт-Петербурга 3 (Моисеева) | Сборная Санкт-Петербурга 3 (Моисеева) | ??    |
|  | Б-1        | Сборная Санкт-Петербурга 4 (Старцев)  | Сборная Санкт-Петербурга 4 (Старцев)  | Сборная Санкт-Петербурга 4 (Старцев)  | Сборная Санкт-Петербурга 4 (Старцев)  | Сборная Санкт-Петербурга 4 (Старцев)  | Сборная Санкт-Петербурга 4 (Старцев)  | Сборная Санкт-Петербурга 4 (Старцев)  | Сборная Санкт-Петербурга 4 (Старцев)  | ??         |                              |                              |                                       |                                       |                                       |                                       |                                       |                                       |                                       |                                       |                                       |       |
|  | А-2        | Сборная Санкт-Петербурга 3 (Моисеева) | Сборная Санкт-Петербурга 3 (Моисеева) | Сборная Санкт-Петербурга 3 (Моисеева) | Сборная Санкт-Петербурга 3 (Моисеева) | Сборная Санкт-Петербурга 3 (Моисеева) | Сборная Санкт-Петербурга 3 (Моисеева) | Сборная Санкт-Петербурга 3 (Моисеева) | Сборная Санкт-Петербурга 3 (Моисеева) | ??         |                              |                              |                                       |                                       |                                       |                                       |                                       |                                       |                                       |                                       |                                       |       |
|  | А-2        | Сборная Санкт-Петербурга 3 (Моисеева) | Сборная Санкт-Петербурга 3 (Моисеева) | Сборная Санкт-Петербурга 3 (Моисеева) | Сборная Санкт-Петербурга 3 (Моисеева) | Сборная Санкт-Петербурга 3 (Моисеева) | Сборная Санкт-Петербурга 3 (Моисеева) | Сборная Санкт-Петербурга 3 (Моисеева) | Сборная Санкт-Петербурга 3 (Моисеева) | ??         |                              |                              |                                       |                                       |                                       |                                       |                                       |                                       |                                       |                                       |                                       |       |
|  |            |                                       |                                       |                                       |                                       |                                       |                                       |                                       |                                       |            |                              |                              |                                       |                                       |                                       |                                       |                                       |                                       |                                       |                                       |                                       |       |

|  | Матч за 3-е место                    |                                      |                                      |                                      |                                      |                                      |                                      |                                      |                                      |    |
|  |                                      |                                      |                                      |                                      |                                      |                                      |                                      |                                      |                                      |    |
|  | Сборная Москвы 1 (Кириков)           | Сборная Москвы 1 (Кириков)           | Сборная Москвы 1 (Кириков)           | Сборная Москвы 1 (Кириков)           | Сборная Москвы 1 (Кириков)           | Сборная Москвы 1 (Кириков)           | Сборная Москвы 1 (Кириков)           | Сборная Москвы 1 (Кириков)           | Сборная Москвы 1 (Кириков)           | ?? |
|  | Сборная Москвы 1 (Кириков)           | Сборная Москвы 1 (Кириков)           | Сборная Москвы 1 (Кириков)           | Сборная Москвы 1 (Кириков)           | Сборная Москвы 1 (Кириков)           | Сборная Москвы 1 (Кириков)           | Сборная Москвы 1 (Кириков)           | Сборная Москвы 1 (Кириков)           | Сборная Москвы 1 (Кириков)           | ?? |
|  | Сборная Санкт-Петербурга 4 (Старцев) | Сборная Санкт-Петербурга 4 (Старцев) | Сборная Санкт-Петербурга 4 (Старцев) | Сборная Санкт-Петербурга 4 (Старцев) | Сборная Санкт-Петербурга 4 (Старцев) | Сборная Санкт-Петербурга 4 (Старцев) | Сборная Санкт-Петербурга 4 (Старцев) | Сборная Санкт-Петербурга 4 (Старцев) | Сборная Санкт-Петербурга 4 (Старцев) | ?? |
|  | Сборная Санкт-Петербурга 4 (Старцев) | Сборная Санкт-Петербурга 4 (Старцев) | Сборная Санкт-Петербурга 4 (Старцев) | Сборная Санкт-Петербурга 4 (Старцев) | Сборная Санкт-Петербурга 4 (Старцев) | Сборная Санкт-Петербурга 4 (Старцев) | Сборная Санкт-Петербурга 4 (Старцев) | Сборная Санкт-Петербурга 4 (Старцев) | Сборная Санкт-Петербурга 4 (Старцев) | ?? |

(в источнике не указан счёт матчей плей-офф, указано только кто победил в каждом матче)

## Итоговая классификация
| Место | Команда                                        | И | В | П |
| ----- | ---------------------------------------------- | - | - | - |
| 1     | Сборная Санкт-Петербурга 3 (Виктория Моисеева) | 8 | 6 | 2 |
| 2     | Краснодарский край (Ольга Жаркова)             | 8 | 6 | 2 |
| 3     | Сборная Москвы 1 (Александр Кириков)           | 7 | 5 | 2 |
| 4     | Сборная Санкт-Петербурга 4 (Дмитрий Старцев)   | 7 | 5 | 2 |
| 5     | Сборная Санкт-Петербурга 1 (Алексей Целоусов)  | 6 | 4 | 2 |
| 5     | Сборная Санкт-Петербурга 2 (Пантелеймон Лаппо) | 5 | 3 | 2 |
| 7     | Москвич (Евгения Дёмкина)                      | 6 | 3 | 3 |
| 7     | Московская область 2 (Василий Тележкин)        | 5 | 2 | 3 |
| 9     | Сборная Москвы 2 (Артур Али)                   | 6 | 2 | 4 |
| 9     | Московская область 4 (Дмитрий Антипов)         | 5 | 1 | 4 |
| 11    | Московская область 1 (Михаил Васьков)          | 6 | 2 | 4 |
| 11    | Виктория (Юрий Морозов)                        | 5 | 0 | 5 |
| 13    | Московская область 3 (Александр Ерёмин)        | 6 | 1 | 5 |